# Ердман Борис Робертович
Ердман Борис Робертович — російський художник театру. Заслужений діяч мистецтв РРФСР (1957).
Народився 16 листопада 1899 р. Помер 28 грудня 1960 р. в Москві.
Один з учасників об'єднання імажиністів, брат драматурга Миколи Ердмана. Саме під його впливом М. Р. Ердман, ім'я якого на багато років було викреслено з російської літератури сталінської цензурою, також приєднався до імажиністів.
Оформив ряд вистав у Київському українському драматичному («Пригоди бравого солдата Швейка», 1928; «Дівчата нашої країни, 1932; «Майстри часу», 1934 та ін.) і Донецькому українському драматичному («Макбет», 1933; «Богдан Хмельницький», 1938) театрах, а також фільми «Цемент» (1927, у співавт. з О. Уткіним), «Проданий апетит» (1928, ВУФКУ, у співавт. з Г. Байзенгерцем).